# Azavad
Azavad (arabsky أزواد, Ázawád) byl fakticky nezávislý neuznaný stát na území v Sahelu, de iure součást Mali. Dne 6. dubna 2012 vyhlásila MNLA, sestávající z Tuaregů a ostatních kmenů Sahelu, Nezávislý stát Azavad (francouzsky État independant de l'Azawad) na Mali, jehož existence však nebyla mezinárodně nikým uznána. Následně byla většina Azavadu ovládnuta islamistickou milicí Ansar Dine a wahhábistickou teroristickou skupinou Al-Kájda islámského Maghrebu. Poté bylo území znovu obsazeno malijskou armádou za výrazné vojenské podpory Francie, která do země vstoupila v lednu 2013. Na severu Azavad sousedil s Alžírskem, na východě s Nigerem, na jihu s Burkinou Faso a Mali a na západě s Mauritánií. V únoru 2013 celou oblast znovu ovládla malijská vláda, a tím Azavad zanikl.

## Geografie

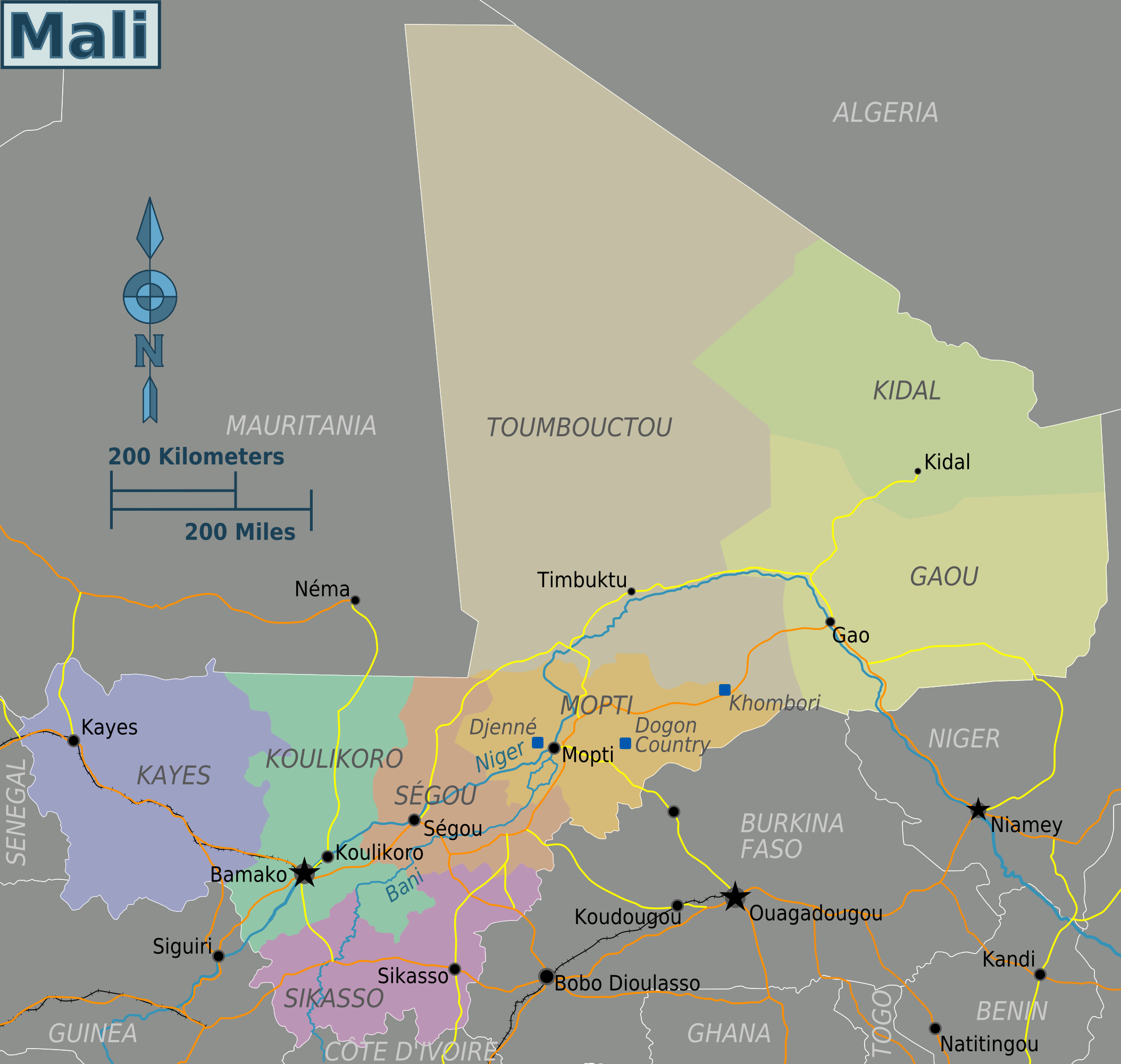
Regiony Azavadu – Timbuktu, Gao, Kidal

Místní podnebí je pouštní nebo polopouštní. Reuters o Azavadu napsal: „Většina země je tvořena Saharou a je víceméně neobyvatelná: skládá se ze skal, písečných dun a prachu.“
Za region „Azavad“ lze považovat širší území než to, které se nachází v Mali, může obsahovat také části severního Nigeru a jižního Alžírska. MNLA ale ve své deklaraci nezávislosti Azavadu explicitně vyjádřila, že územní integritu sousedních zemí bude plně respektovat.

## Demografie

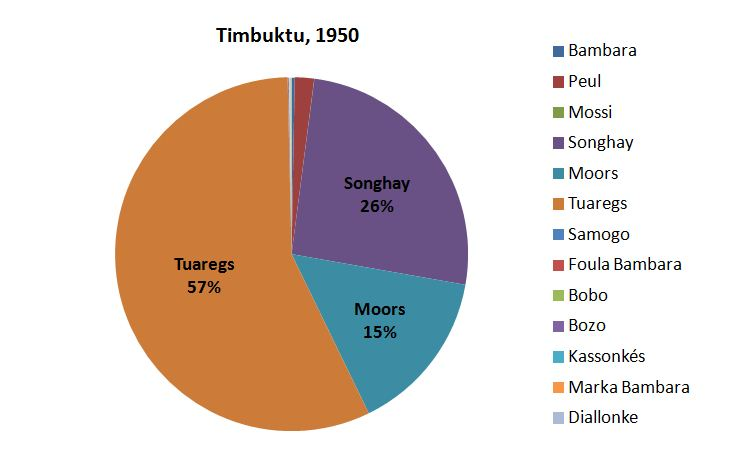
Census Timbuktu z roku 1950

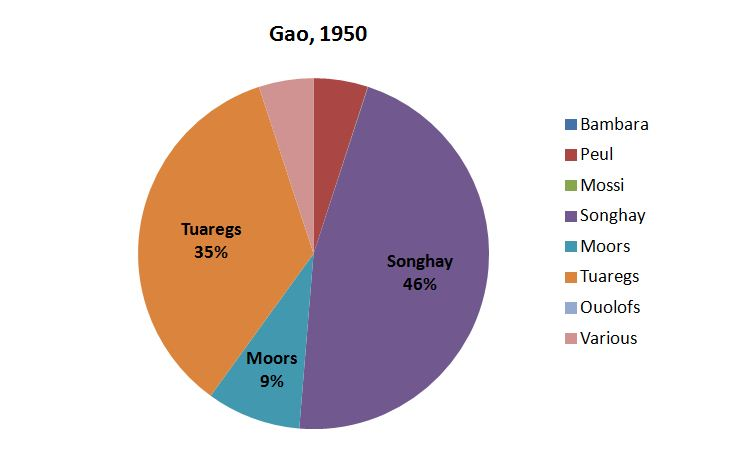
Census města Gao z roku 1950

Hustota osídlení severního Mali je asi 1,5 člověka na kilometr čtvereční. Počet obyvatel Azavadu pochází ze sčítání lidu v roce 2009.  Od ledna 2012, kdy začalo povstání Tuaregů, okolo 250 000 lidí opustilo region, což není v tabulce zohledněno.
| Oblast          | Rozloha (km2) | Obyvatelstvo |
| --------------- | ------------- | ------------ |
| Region Gao      | 170,572       | 544,120      |
| Region Kidal    | 151,430       | 67,638       |
| Region Timbuktu | 497,926       | 681,691      |

Původními obyvateli Azavadu jsou lidé Songhaj, Tuaregové, Maurové (Arabové), Fulbové (též Fulové, Furbové či Pulové) a Bambarové. Mezikmenovou dorozumívací řečí je francouzština. Dále se zde užívá tuarežský jazyk tamašek, arabština, fulbština, bambarština a songajština. Většina obyvatel regionu jsou muslimové – sunnité a súfisté. Malá křesťanská komunita se nacházela v Timbuktu, po obsazení města islamisty však většina křesťanů uprchla.

## Politická situace

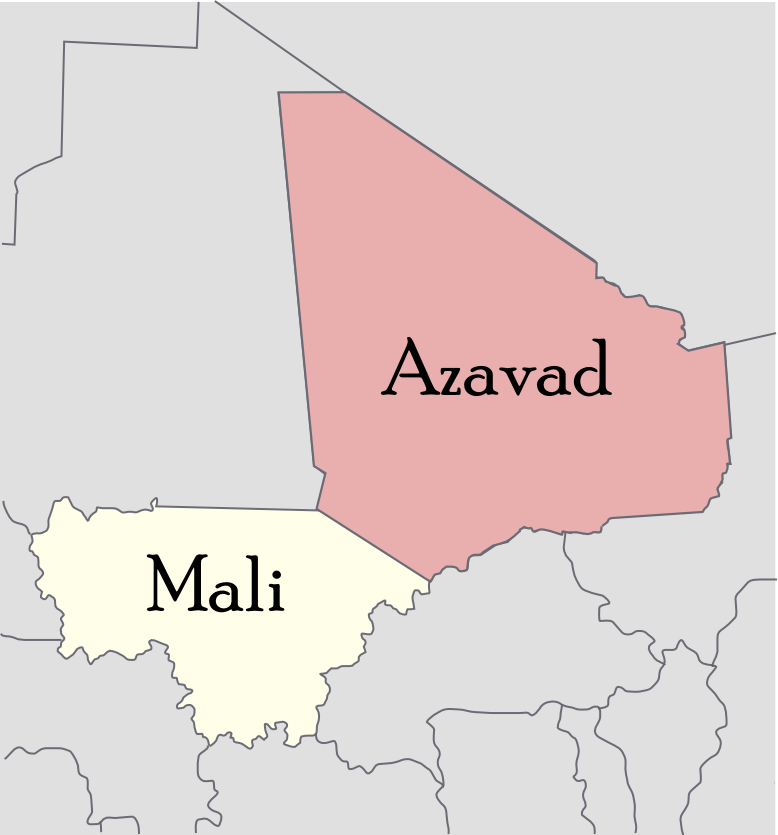
Území Azavadu nárokované MNLA

O hegemonii ve správě Azavadu usilovala řada frakcí, jejichž mocenské pozice se měnily ze dne na den:
- MNLA – Mouvement National pour la Libération de l'Azawad (Národní hnutí pro osvobození Azavadu) – ozbrojené politické hnutí vedené Tuaregy, které vznik Azavadu iniciovalo. Ačkoliv samo sebe ukazuje jako multietnické hnutí „všech národů Azavadu“, spíše prosazuje tuarežské zájmy. Později ztratilo své pozice ve prospěch islamistů.
- Ansar Dine, v překladu „Obránci víry“, jsou wahhábistickou skupinou, která si klade za cíl šíření práva šaríja. Její vůdce, Iyad Ag Chali, byl známý svou radikální kritikou islámského světa, který se podle něj až příliš odvrátil od Koránu. Spolu s Al-Kájdou islámského Maghrebu Azavad později ovládl.
- Al-Kájda islámského Maghrebu má za sebou silné finanční zázemí z únosů západních turistů. Společně s Ansar Dine ve věci Azavadu vystupovala jednotně, ale světové zpravodajské agentury naznačovaly, že mezi oběma propukají spory ohledně správních pravomocí.
- FNLA – Le Front national de libération de l'Azawad (Národní fronta za osvobození Azavadu) – arabská domobrana založená v Timbuktu. Tržně orientovaní Arabové těžce nesli úpadek obchodu, nesouhlasili se zavedením šaríje a neviděli žádný důvod, proč by měli poslouchat Tuaregy. Ovládli město Timbuktu, které se jim vzdalo bez boje.
- MRRA Mouvement républicain pour la reconstruction de l'Azaouad – Republikánské hnutí pro rekonstrukci Azavadu, založené 14. května. Vojenské milice, které hodlaly bojovat proti islamistům. Zároveň se hodlaly zasadit o autonomii Azavadu, ale už nechtěly jeho naprostou nezávislost na Mali. Hnutí se prezentovalo jako multietnické, ale pravděpodobně se opíralo o etnikum Songhai, které toužilo po navrácení malijské republiky.
- ECOWAS Economic Community of West African States – Hospodářské společenství západoafrických států. Politický spolek, který chtěl zachovat teritoriální integritu Mali a zastavit šíření wahhábismu v oblasti Sahelu.
- Vláda Mali byla vyčerpaná pučem a nedokázala vyřešit azavadskou krizi vlastními silami.
- Vláda Francie – Vzhledem k tomu, že Mali patří do frankofonní Afriky, spadá do vlivu Francie. Ta se původně nechtěla do sporu vměšovat, ačkoliv podporovala stanovisko ECOWASu. V polovině ledna 2013 však do oblasti vyslala své vojáky.[10]

Ozbrojenou aktivitu s okrajovým politickým dopadem vyvíjely ještě tyto organizace:
- MUJWA – (Harakat al-Tawhid w’al-Jihad fi Gharbi Afriqiyya) – Hnutí za Jedinečnost Boha (Tahwíd) a Džihád v západní Africe. Odtrženecká skupina od Al-Kájdy islámského Maghrebu. Operuje hlavně v Mauretánii, ale příležitostně vnikala na území Azavadu.

- Boko Haram – nigerijští radikální wahhábisté, kteří se od roku 2002 snaží vyhlásit na severu Nigérie vlastní emirát. Jsou v kontaktu jak s Al-Kájdou islámského Maghrebu, tak se somálskými milicemi Al-Šahába. V Azavadu se pravděpodobně vyskytovali v rámci pomoci svým islamistickým kolegům.

## Historie

### Songhaj, Gao, Mali
Říše Gao byla na vrcholu moci v 9. století po Kristu – ve své době byla jedním z nejmocnějších západoafrických států. Byla přímým předchůdcem Songhajské říše. Zachovalo se o ní velmi málo písemným památek, takřka výhradně jen od arabských kupců. Asi někdy v průběhu druhé poloviny 13. století byla říše Gao pohlcena říší Mali. Arabský kartograf Abú Abdallah ibn Battúta, který v roce 1353 Gao navštívil, už bez pochybností píše, že Gao je jednou z malijských provincií.
V druhé polovině 14. století došlo k prvním rebeliím a projevům nespokojenosti dynastie Sonni, budoucí vládnoucí dynastie říše Songhaj. V této době ještě Malijci dokázali separatistické snahy potlačit; ve století patnáctém se možnost udržení kontroly postupně vytrácí.
Kolem roku 1420 se Songhaj stává oblastním suverénem, neboť začíná vybírat tributy od ostatních sídel v okolí. Za vlády Sonniho Alího (1464–1492) zažívá Songhajská říše územní a politický rozmach, kdy z říše Songhaj udělá jeden z největších územních celků, jakým kdy vládl muslimský panovník.
Jeho následníkem byl Askia Mohamed I. (též Askia Veliký). Zmocnil se vlády protiprávně, protože nepocházel z dynastie Sonni. Nicméně jeho zábor trůnu byl široce akceptován a pod jeho vládou zažila Songhajská říše, potažmo oblast Azavadu, zlatou éru. Jednak pokračoval v územní expanzi a jednak se oblasti okolo měst Gao a Timbuktu staly centrem transsaharského obchodu se zlatem a otroky. Za jeho vlády se také islám stal integrální součástí Azavadu a Askiova láska k vědomostem a umění přinesla i rozmach kultury.
Askia Mohamad I. byl roku 1528 svržen svým synem, který byl o tři roky později svržen svým bratrem. Období nestabilních vlád vedlo k postupnému úpadku Songhajské říše, jejíž existence byla ukončena roku 1591 marockou invazí.

### Marocká expedice
V roce 1591 na území Songhajské říše vtrhlo marocké vojsko o síle 4000 andaluských Maurů, 500 žoldáků a 25 00 pomocných sil, především otroků. Ahmed al-Mansúr, vládce Marockého sultanátu, si od toho sliboval získání zlatých dolů a kontrolu nad výnosným obchodem s otroky. Rozhodující bitva se udála 30. května (podle jiných zdrojů 13. března) 1591 u vesnice Tondibi. Početně poměrně slabé marocké síly se zde střetly až s 30 000 mužů silnou songhajskou armádou. Leč Maurové byli vyzbrojeni arkebuzami, bitvy se účastnilo i 6 děl původem z Anglie, a tak byla songhajská armáda na hlavu poražena. Pak bylo jen otázkou času, kdy se marocký sultán zmocní i zbytku země.
Songhajská říše byla rozdělena na řadu pašaliků, pašové často vstupovali do manželských svazků s místní šlechtou, a tak upevňovali svou pozici. Mnoha strategicky nedůležitým a ekonomicky nevýznamným sídlům či kmenům byla poskytnuta široká autonomie s povinností platit tribut.
S postupným úpadkem Marockého sultanátu jednotlivé pašaliky získávaly více samostatnosti, nicméně formálně pod marockou vládou zůstaly až do roku 1893.

### Francouzská nadvláda
Po Berlínské konferenci v roce 1884 byla oblast Azavadu vyhlášena za francouzskou zónu vlivu. Francie území ovládla bez výstřelu, což jí zajistila série smluv s místními autoritami. 15. prosince 1893 do Timbuktu dorazila malá skupina vojáků vedená poručíkem Gastonem Boiteuxem, čímž byl francouzský zábor potvrzen.
Azavad se stal součástí Francouzského Súdánu. Francouzské kolonie byly často reorganizovány a přejmenovávány – Azavad se tak postupem času stal součástí kolonie Horního Senegalu a Středního Nigeru (1899), Senegambie a Nigeru (1902), Horního Senegalu a Nigeru (1904) a konečně v roce 1920 opět Francouzského Súdánu.

### Postkoloniální éra
V roce 1958 byla Francouzskému Súdánu poskytnuta široká autonomie. V roce 1960 Francie souhlasila s vyhlášením nezávislé Federace Mali. Toto soustátí se skládalo z dnešního Senegalu a Mali. Federace fungovala pouhé tři měsíce, kvůli politickým rozporům se Senegal rozhodl vydat svou vlastní cestou. 22. září 1960 vyhlásila suverenitu republika Mali. Nová malijská vláda nereflektovala požadavky Tuaregů na autonomii, což vyústilo v 1. tuarežské povstání (1962–1964), kdy Tuaregové obsadili Kidal, Gao a Timbuktu. Reakce malijské vlády byla prudká, konflikt vyústil v humanitární krizi a tvrdé potrestání vůdců povstání, které zahrnovalo popravy a mučení a dalo základ hluboké, takřka nepřekonatelné nedůvěře mezi Tuaregy a centrální vládou.
V roce 1990 započalo 2. tuarežské povstání. Příčinou byla jednak nečinnost malijské vlády ve věci tuarežského sebeurčení, jednak Tuaregové získali výcvik a zbraně v Kaddáfího Libyi. Povstání skončilo statem quo, kdy ani jedna strana nedokázala získat výraznou převahu. Nicméně Tuaregové dosáhli alespoň mírného zlepšení své situace, na jejich území začalo být směřováno více humanitární a ekonomické podpory, zároveň jim bylo umožněno se do určité omezené míry podílet na politice centrální vlády.
3. tuarežské povstání začalo původně v severním Nigeru, když tamní kmeny – mezi nimi i Tuaregové – začaly požadovat větší podíl na výnosu uranových dolů (Niger je jedním z největších světových producentů uranu). Úspěch povstání přiměl tuarežské vojenské vůdce k rozšíření povstání i na sever Mali. Malijské vládě se podařilo za pomocí sérii smluv a ústupků tuarežským autoritám, stejně jako díky omezené vojenské intervenci, vyjednat v srpnu 2008 příměří.

### Tuarežské povstání 2012 a unilaterální vyhlášení nezávislosti Azavadu

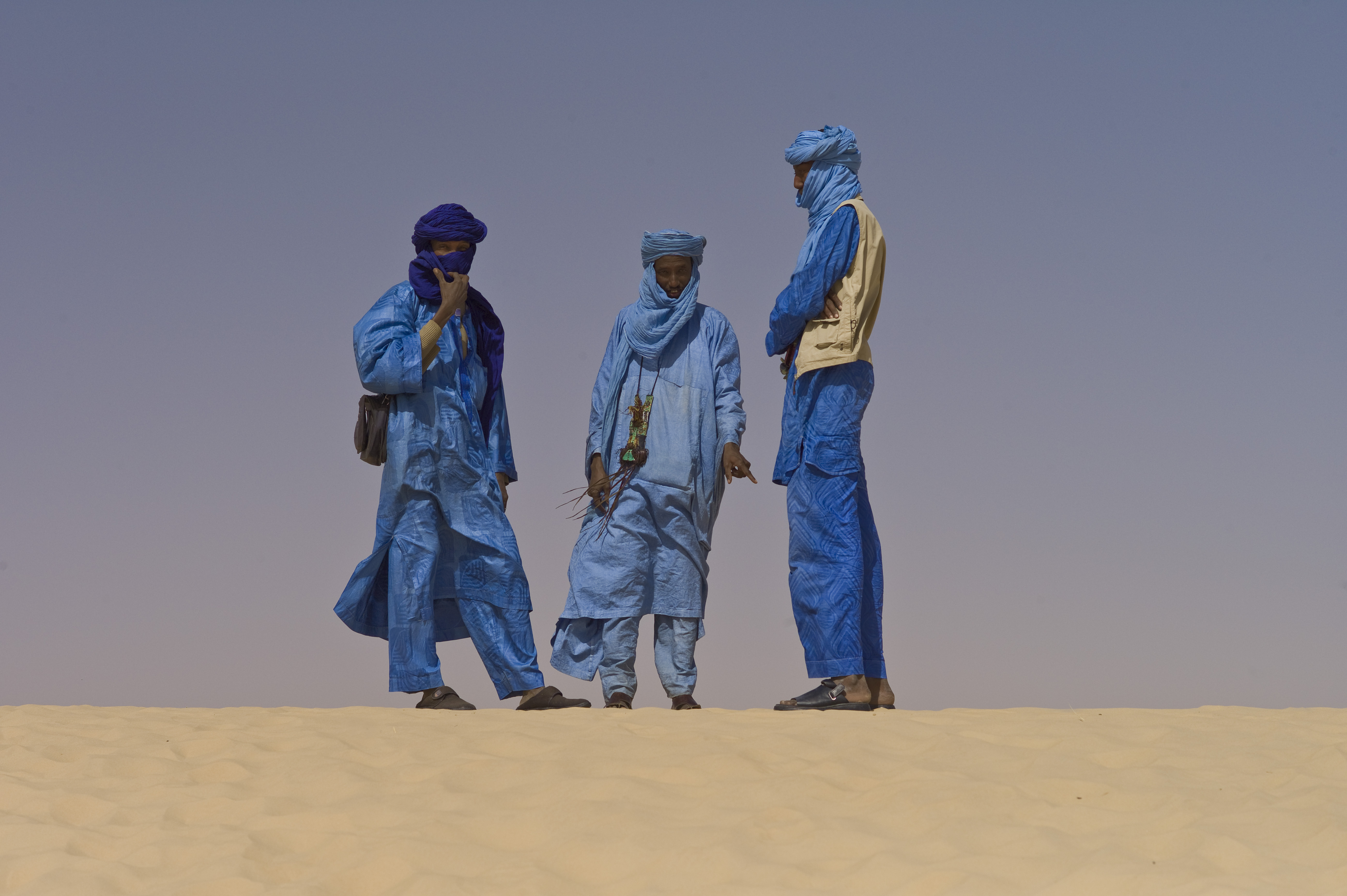
Tuaregové na lednovém festivalu v poušti v Timbuktu v roce 2012 krátce předtím, než MNLA spustila povstání

MNLA využila vojenského puče v Mali, který dne 22. března 2012 sesadil prezidenta Amadoua Toumaniho Tourého a malijskou vládu. Díky stažení malijských vojenských jednotek do centra země a díky přílivu zbraní ze sousední Libye MNLA snadno zabrala sever Mali. 1. dubna obsadila prakticky bez boje největší město na severu – Timbuktu. Poté dne 6. dubna vyhlásila nezávislost území pod svou kontrolou.
Na území Azavadu operovaly i dvě silné povstalecké skupiny – Ansar Dine a Al-Kájda islámského Maghrebu. Jakou roli ve vyhlášení nezávislého Azavadu hrálo případné spojenectví mezi Ansar Dine a MNLA, je zatím nejasné, nicméně se dá předpokládat alespoň minimální pragmatická spolupráce v boji proti centrální vládě. Po oslabení ústřední moci islamisté ihned využili situace a ve třech městech – Timbuktu, Gao a Kidalu – vyvěsili své černé vlajky a ohlásili svůj plán zavést právo šaríja. Logicky se tak dostali do silného rozporu s vedením MNLA, které si nárokovalo mocenský monopol.
K nejasnosti situace přispívalo to, že se jedna strana snažila distancovat od druhé. Například vůdce Ansar Dine Omar Hamaha prohlásil: „Naše válka je svatá válka. Je to legální válka ve jménu islámu. Jsme proti rebeliím. Jsme proti vyhlášení nezávislosti. Jsme proti revolucím, které nejsou ve jménu islámu.“ Od Al-Kájdy islámského Maghrebu se distancovali zástupci MNLA ústy svého tiskového mluvčího Hamy Sid Hameda: „Lídr našeho Národního hnutí pro osvobození Azavadu nedávno ještě jednou zdůraznil, že jedním z našich hlavních cílů je boj proti ozbrojeným skupinám teroristů, proti Al-Káidě v muslimském Magribu. Jsme připraveni připojit se ke všem, kdo bojují proti této nákaze v Salechu a na Sahaře.“
List The Telegraph upozornil, že s narůstajícími rozpory mezi jednotlivými frakcemi se schyluje ke krveprolití a humanitární krizi. Okolo 250 000 lidí již opustilo své domovy,
Jihoafrická agentura NEWS24 uvedla, že Ansar Dine, aby získala důvěru místního obyvatelstva, dala všem vědět, že jestli se někdo dostane do potíží, tak může zavolat na tísňové telefonní číslo provozované islamisty. Dramane Maiga, zaměstnanec místního autobusového dopravce, řekl, že autobus, který řídil, naložený uprchlíky z města Gao, byl zadržen bojovníky z MNLA. Cestující využili tísňové telefonní linky, do třiceti minut přijeli islamisté a údajně s výkřiky „Alláh je veliký“ podřezali jednoho Tuarega.

Další zprávy také mluví o tom, že v Timbuktu vzrůstá odpor proti islamistům a že MNLA dala Ansar Dine ultimátum, aby toto město bezpodmínečně vyklidila, naproti tomu reportáž televizní stanice Al-Džazíra hovoří o tom, že obyvatelé Timbuktu jsou s islamisty spokojeni, neboť ti na rozdíl od Tuaregů poskytují znatelnou ochranu a zásobování vodou a jídlem.
Dne 9. dubna agentura Reuters přinesla zprávu, že Timbuktu má v držení Ansar Dine, s výjimkou některých důležitých budov, jako je například letiště. Zároveň přinesla novou informaci, že v Timbuktu vznikla nová militantní organizace Azavadská národní osvobozenecká fronta (francouzská zkratka FLNA), jejíž členové jsou etničtí Arabové. Spíše než vojensko – politické uskupení s dlouhodobými cíli je to spíše milice nebo domobrana, která si vzala za cíl vyhnat Tuaregy z Timbuktu. Pro agenturu Reuters jeden z členů FLNA uvedl: „My, Arabové z Timbuktu, si nikdy nenecháme vládnout Tuaregem z Kidalu.“ Generální tajemník FLNA Mohamed Lamine Sidad uvedl, že se nesnaží ani o nezávislost ani o zavedení práva šaríja, ale o dosažení míru a svobody obchodních aktivit. Nakolik bude FNLA spolupracovat s oficiální vládou Mali a vojenskými jednotkami ECOWAS, není nyní jasné.
12. dubna stanice Al Džazíra přinesla reportáž z Timbuktu, odkud prchají zástupy lidí. Ve městě vládne nedostatek zboží, protože všechny obchodní cesty jsou uzavřené. Hrozí hlad. Jediným poskytovatelem potravin jsou ozbrojené skupiny, které zabraly sklady po vytlačené malijské státní armádě a vlastnictví potravin využívají k manipulaci místního obyvatelstva.
13. dubna přinesl portál Maghrebia.com informace o dalším vývoji – islamisté zcela převzali iniciativu ve správě Azavadu, vyjma severních částí, které jsou jádrovým územím tuarežských kmenů. Ansar Dine se nechala slyšet, že je to první z kroků, který má přeměnit Mali na wahhábistický emirát. V Gao byly viděny důležité osoby Al-Kájdy islámského Maghrebu, jako je třeba Mochtár Belmochtár. Al Kájda islámského Maghrebu má za sebou také silné finanční zázemí, od roku 2002 provedla asi 50 únosů zahraničních příslušníků, za jejichž výkupné inkasovala více než 130 miliónů dolarů, což dost posiluje její pozici.
16. dubna vláda Mali projevila ochotu vést mírové rozhovory a prohlásila, že je otevřená případné federalizaci země, což je jedna z mírových podmínek MNLA. Odmítla však hovořit se skupinami, které označila jako „zahraničním ozbrojené džihádisty“, což by mohla být narážka na přítomnost Al-Kájdy. Ansar Dine je k jednání svolná, ale kdyby došlo k případnému vměšování západních mocností, tak je rozhodnutá rozhovory přerušit. Pro Mali je zároveň nepřípustné, aby se země rozdělila na dvě suverénní části, v takovém případě je stále odhodlaná svou teritoriální integritu vojensky chránit.
Dne 20. dubna Ansar Dine potvrdila vznik islámské policie, která bdí nad dodržováním práva šaríja. 26. dubna do Timbuktu vjelo okolo sta vozidel arabské organizace FNLA. Očití svědci hovoří, že jsou „po zuby ozbrojení.“ Bez výstřelu se zmocnili města. Dne 13. května proběhlo bilaterální jednání mezi představiteli MNLA a Ansar Dine. Tyto dvě organizace se dohodly na odzbrojení vlastních milic a vytvoření jednotné prozatímní vlády. Body jednání dosud nebyly naplněny.
Dne 14. května byl ohlášen vznik nové organizace – Mouvement républicain pour la reconstruction de l'Azaouad (MRRA) – Republikánské hnutí pro rekonstrukci Azavadu, kterou vede bývalý malijský plukovník (kolonel) El-Hadj Ag Gamou. Hnutí si za svůj cíl vytyčilo boj proti islamistům a boj za autonomii Azavadu – avšak v rámci Malijské republiky. Organizace se snaží do svých řad naverbovat příslušníky všech azavadských etnických skupin a podle svých slov disponuje silou 1 000 mužů a 250 vozidel. V tento den zároveň proběhly demonstrace etnika Songhai ve městě Gao, lidé strhávali azavadské a islamistické vlajky, přičemž je nahrazovali malijskými. Etnikum Songhai tvoří asi 46 % obyvatelstva Gao. Demonstrace byla potlačena, s počtem asi čtyř raněných. Pozorovatelé hovoří o tom, že vznik MRRA a demonstrace ve stejný den není náhodný.
20. července světové agentury přinesly zprávu, že správy Azavadu se definitivně chopili islamisté a MNLA byla z oblasti vytlačena. MNLA teď hledá mezinárodní pomoc, protože počítá s tím, že tuarežský režim by byl pro řadu států přijatelnější než islamistický. V srpnu ohlásil Dětský fond OSN, že Ansar Dine a Hnutí pro jedinost a džihád v západní Africe verbují dětské vojáky pro boj proti svým nepřátelům.

## Mezinárodní vztahy
Nezávislost Azavadu odmítly uznat Africká unie, Evropská unie, Spojené státy americké i ECOWAS. Zástupce ECOWASu prohlásil, že tato organizace podstoupí jakékoliv opatření, včetně užití síly, na zajištění teritoriální integrity Mali. ECOWAS uvedl do pohotovosti na 2 000 vojáků, na případný vojenský zásah se čekalo až po schůzce hlav okolních států Alžírska, Mauritánie a Nigeru, která proběhla dne 8. dubna v mauritánském Nuakšottu. Nakonec se nedokázaly na tématu případné invaze shodnout, některé země preferovaly vojenský zásah a některé diplomatické jednání, nicméně vojáci zůstali v pohotovosti.
ECOWAS zároveň na schůzce odmítl uznat vojenskou juntu za legitimní vládu Mali a uvalil na Mali mimo jiné hospodářské sankce. Malijská vojenská vláda projevila ochotu uspořádat řádné demokratické volby a předat moc civilistům, pokud ECOWAS pomůže s vyřešením azavadské krize a sankce odvolá. Tato dohoda nakonec vstoupila v platnost, novým civilním prezidentem se 12. dubna stal bývalý předseda parlamentu Dioncounda Traoré a ECOWAS sankce odvolal. Zároveň rozhodl, že v jižních části Mali budou přítomny jeho vojenské jednotky, aby byla civilní vláda posílena. Vojenské jednotky ECOWASu mají plnit hlavně ochrannou a preventivní funkci a pro zásah v oblasti Azavadu nemají žádný mandát. Kdy přijedou, není zatím jasné.
Alžírsko uzavřelo s Mali hranice, aby tak zabránilo zásobování Azavadu pohonnými hmotami a dalším k boji důležitým zbožím. Francie se přimlouvá za to, aby se azavadská krize vyřešila politickým kompromisem.
Čím dál zjevnější spolupráce Ansar Dine a Al-Kájdy ještě zhorší už tak špatné vztahy Azavadu s USA a evropskými zeměmi.

## Deklarace nezávislosti Azavadu
My, lid Azavadu
prostřednictvím Národního hnutí pro osvobození Azavadu, po konzultaci s
- Výkonnou komisí
- Revoluční radou
- Poradním sborem
- Členy osvobozenecké armády
- Regionálními úřady

s připomínkou na principy mezinárodního práva a zásady mezinárodních právních předpisů, které upravují právo národů na sebeurčení, zejména na 1. a 55. článek Charty OSN a na příslušná ustanovení Mezinárodní deklarace o právech původních obyvatel;
vzhledem k vůli našich významných duchovních vůdců pocházejících ze všech částí Azavadu, která byla výslovně vyjádřena v dopise z 30. května 1958 adresovaném francouzskému prezidentovi
vzhledem k tomu, že v roce 1960, kdy západoafrické národy získávaly svobodu, Francie připojila Azavad bez jeho souhlasu k Malijskému státu, který byl Francií právě vytvořen
s připomínkou masakrů, zvěrstev a ponížení, s připomínkou drancování a genocidy v letech 1963, 1990, 2006 a 2010, které byly vždy mířeny výhradně proti lidem Azavadu a to až do 1. dubna 2012
s připomínkou na nelidské chování Mali, které využilo různá období sucha (1967, 1973, 1984, 2010 atd.) k vyhlazování našeho národa, neboť zadržovalo štědrou humanitární pomoc
vzhledem k nahromadění více než 50letého špatného vládnutí, kterému se nevyhýbala korupce a vojensko – politicko – finanční tajné úmluvy, které ohrožovaly existenci azavadského lidu a které podkopávaly stabilitu regionu a mezinárodní mír
vzhledem k úplnému osvobození území AZAVAD
bez možnosti odvolání vyhlašujeme NEZÁVISLÝ STÁT AZAVAD, jehož existence začíná v tento den, pátek 6. dubna 2012.
Prohlašujeme:
- Uznáváme existující hranice sousedních států a uznáváme jejich neporušitelnost
- Plné dodržování Charty OSN
- MNLA je pevně rozhodnuta, že musí vytvořit podmínky pro trvalý mír a že musí zavést institucionální základy státu založené na demokratické ústavě nezávislého Azavadu

Výkonná komise MNLA vyzývá celou mezinárodní komunitu, aby bez zpoždění v duchu spravedlnosti a míru uznala nezávislost AZAVADU.
Výkonná komise MNLA bude až do založení příslušných státních orgánů pokračovat ve správě celého území Azavadu.
GAO 2012/04/06
Generální tajemník MNLA
Billal Ag Acherif